# Czołg M4 Sherman w Bastogne
Czołg M4 Sherman w Bastogne – czołg-pomnik typu M4 Sherman w belgijskim mieście Bastogne.

## Historia
Czołg należący do Kompanii B, 41 batalionu z amerykańskiej 11 Dywizji Pancernej, dowodzonej przez generała Anthony’ego McAuliffe’a, wziął udział w obronie Bastogne będącej częścią ofensywy w Ardenach podczas II wojny światowej. 30 grudnia 1944 czołg nazywany przez załogę „Barracuda”, w wyniku walk z wojskami niemieckimi dotarł około 10 kilometrów na zachód od Bastogne, w pobliżu przysiółka Renuamont. M4 Sherman dowodzony przez sierżanta Wallace’a Alexandra, wraz z innym czołgiem, został odizolowany od własnego batalionu i uciekając przed niemiecką brygadą czołgów, znalazł się na pokrytym śniegiem torfowisku, gdzie stał się łatwym łupem dla Niemców – sierżant Alexander został śmiertelnie ranny i kilka dni później zmarł w niemieckiej niewoli.
W 1947 odnaleziono na torfowisku „Barracudę”, co należy uznać za niezwykłe, gdyż większość z setek czołgów, które walczyły w tym rejonie Belgii, została zezłomowana wkrótce po wojnie. M4 Sherman został wyciągnięty przez armię belgijską, a następnie odrestaurowany; między innymi zamontowano na nim nową wieżę. W tym samym roku został umieszczony jako pomnik na placu generała Anthony’ego McAuliffe’a w centrum Bastogne. W latach 2006–2007 został ponownie odrestaurowany i odzyskał oryginalne kolory i oznaczenia.

## Galeria

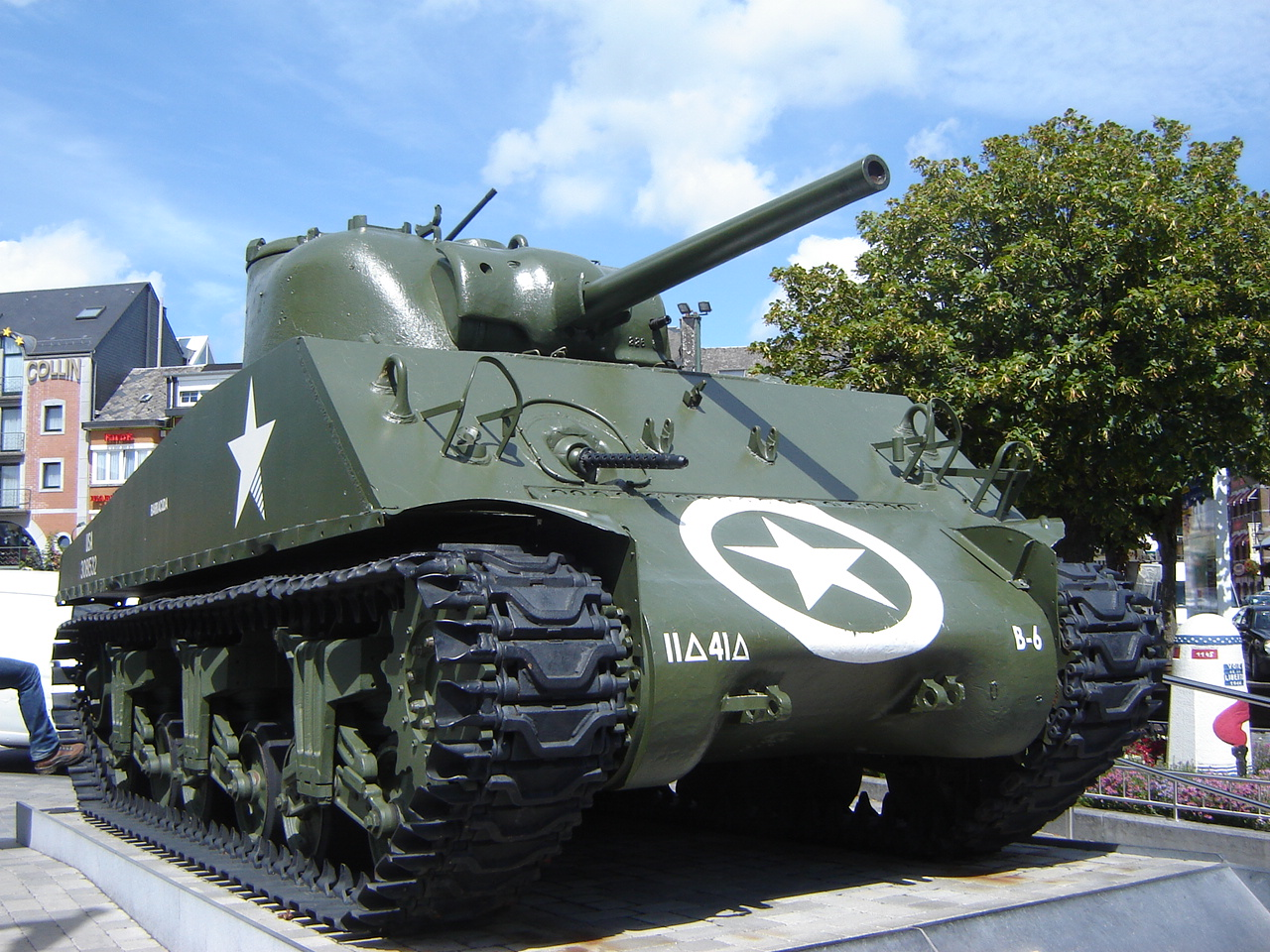
Odrestaurowany czołg M4 Sherman (2013)
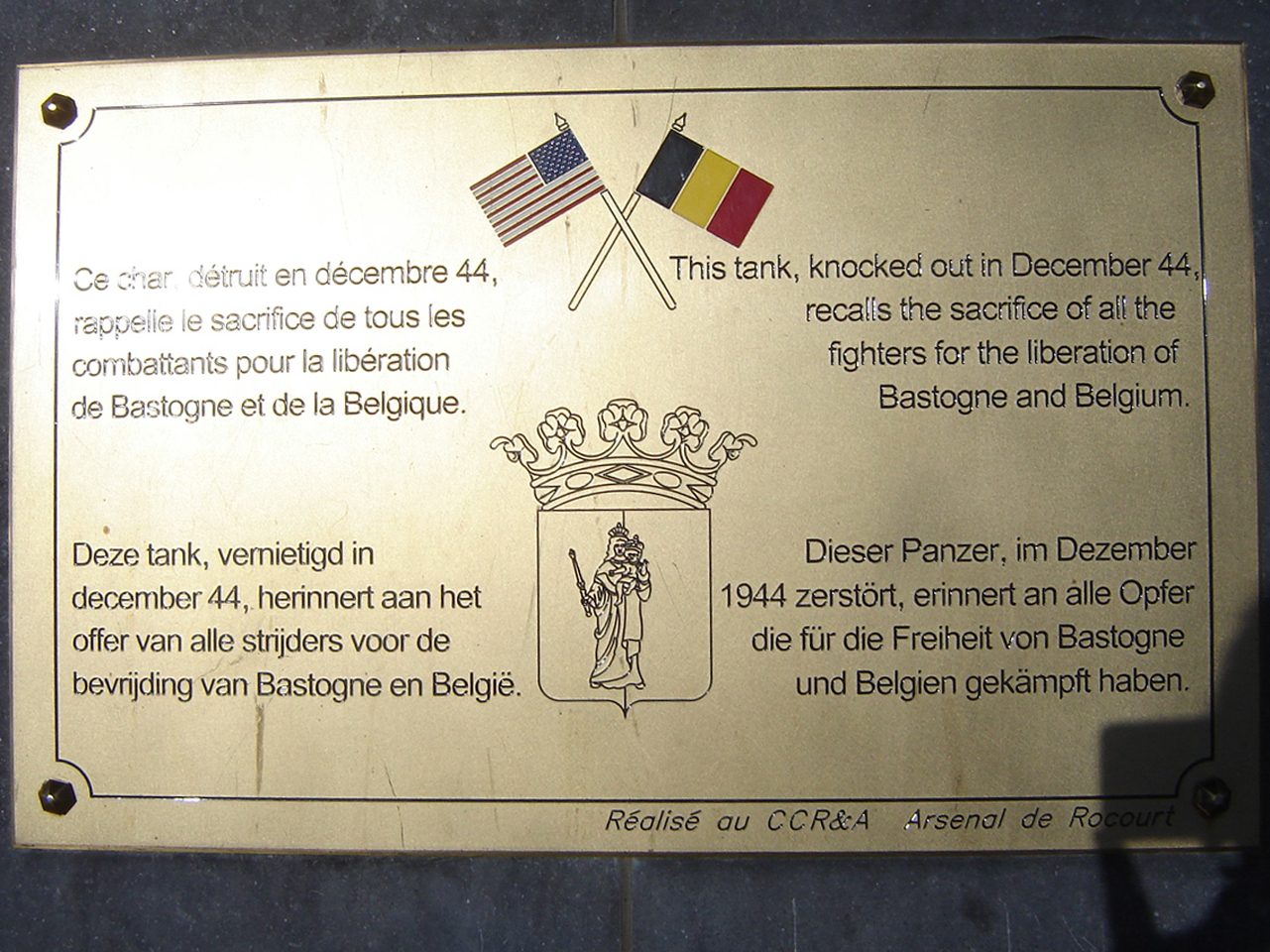
Tablica pamiątkowa na cokole (2008)
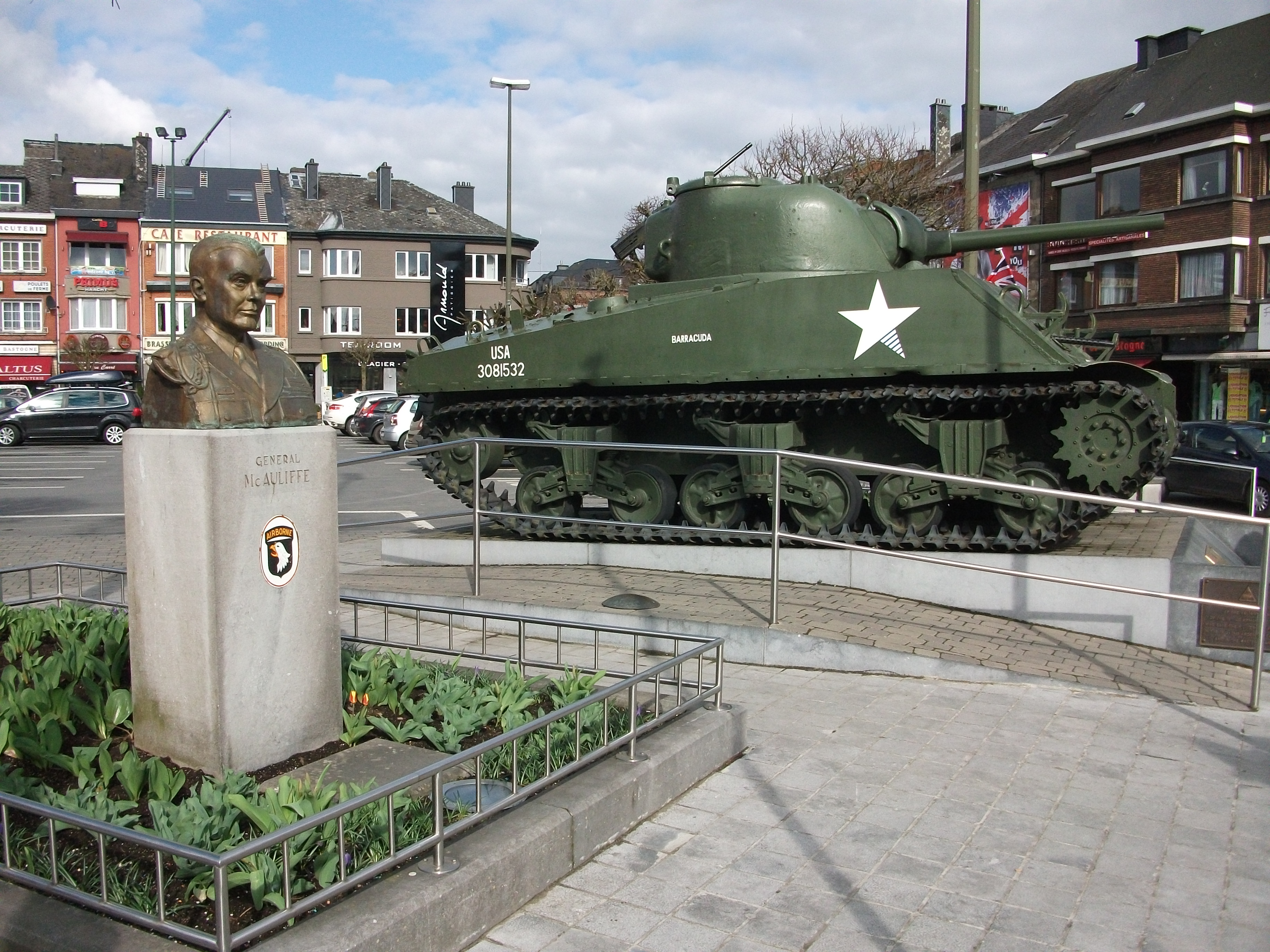
Popiersie McAuliffe’a obok czołgu (2014)